# Felix Kroos
Felix Kroos (Greifswald, Alemania, 12 de marzo de 1991) es un exfutbolista alemán que jugaba de centrocampista. Es hermano de Toni Kroos, exfutbolista del Real Madrid C. F.

## Trayectoria

### Clubes
Comenzó su carrera en 1997 en las inferiores del Greifswalder SC y en el verano de 2002, fichó por el FC Hansa Rostock. Hizo su debut profesional en la tercera ronda de la Copa de Alemania contra el VfL Wolfsburg, el 28 de enero de 2009, siendo sustituido en el minuto 69 por Sebastian Svärd. 
El 15 de junio de 2010 dejó el club y firmó un contrato de tres años con el SV Werder Bremen. El 24 de noviembre de 2010, hizo su debut con el primer equipo en el partido de la UEFA Champions League contra el Tottenham Hotspur.
El 9 de noviembre de 2013 marcó su primer gol en la Bundesliga ante el Schalke 04 en un partido fuera de casa, que terminó como una derrota de 3-1.
El 28 de enero de 2016 fue cedido al 1. FC Union Berlin, de la 2. Bundesliga.
Tras cuatro años y medió en Berlín, en septiembre de 2020 firmó por el Eintracht Braunschweig, equipo con el que disputó su última temporada ya que en julio de 2021 anunció su retirada.

### Selección nacional
Fue internacional en las categorías inferiores de la selección de fútbol de Alemania.

## Clubes
| Club                   | País     | Año       |
| ---------------------- | -------- | --------- |
| F. C. Hansa Rostock    | Alemania | 2007-2010 |
| Werder Bremen          | Alemania | 2010-2016 |
| Union Berlin           | Alemania | 2016-2020 |
| Eintracht Braunschweig | Alemania | 2020-2021 |